# Głęboki Kąt (rejon kamieniecki)
Głęboki Kąt (biał. Глыбокі Вугал, Hłyboki Wuhał; ros. Глубокий Угол, Głubokij Ugoł) – wieś na Białorusi, w obwodzie brzeskim, w rejonie kamienieckim, w sielsowiecie Kamieniuki.
W latach 1921–1939 należała do gminy Białowieża. 
Według Powszechnego Spisu Ludności z 1921 roku wieś zamieszkiwały 23 osoby, wszystkie były wyznania prawosławnego. Jednocześnie 11 mieszkańców zadeklarowało polską przynależność narodową, 6 białoruską i 6 inną. We wsi było 5 budynków mieszkalnych.